# 新华北路街道
新华北路街道，是中华人民共和国新疆维吾尔自治区乌鲁木齐市天山区下辖的一个乡镇级行政单位。

## 行政区划
新华北路街道下辖以下地区：
人民路社区、西河坝社区、西河街南社区、红旗路社区、西河街北社区、民主西路社区、建设西路社区和建设路社区。